# Gonzalo Pizarro
Gonzalo Pizarro (Trujillo, 1512 circa – Cusco, 1548) è stato uno dei fratelli minori di Francisco Pizarro, il conquistatore dell'impero degli Inca ed uno dei suoi principali luogotenenti.

## Origini
Gonzalo Pizarro nacque a Trujillo intorno al 1502da Gonzalo Pizarro Rodriguez de Aguilar, colonnello di fanteria, detto El Largo da Maria de Viedna, amante del medesimo. Per quanto fosse nato fuori dal matrimonio, Gonzalo fu riconosciuto dal padre naturale e poté portare il nome dei Pizarro. In questo si trovò assimilato ai numerosi fratelli che il suo prolifico genitore aveva generato e, parimenti, riconosciuto. Tra questi vi erano, il quasi coetaneo Juan e il più maturo Francisco, entrambi di madre diversa. Faceva eccezione Hernando che godeva di piena legittimità essendo nato dalla moglie ufficiale del colonnello.
Quando Francisco, veterano delle Indie, venne a Trujillo per reclutare dei volontari, Gonzalo, al pari degli altri fratelli, fu tra questi e, nel 1530, partì con loro alla volta di Panama pieno di sogni di gloria e di ricchezze.

## La Conquista del Perù
Gonzalo era un giovane prestante, esperto nel maneggio delle armi, coraggioso ed eccellente cavallerizzo che sarebbe stato, in seguito, riconosciuto come la "miglior lancia" del Perù. In occasione della Conquista ebbe modo di mettersi in evidenza per le sue doti militari e partecipò a tutte le azioni di un certo rilievo che videro impegnata la cavalleria spagnola.
Terminata la fase delle operazioni militari si trovò confrontato ad altre esigenze, più propriamente civili, per le quali non era minimamente portato. Assieme al fratello Juan, fu deputato alla reggenza del Cuzco e con la sua condotta irresponsabile concorse, con il fratello ugualmente avventato, a provocare la ribellione di Manco.
Il giovane sovrano Inca era stato, infatti, affidato alle loro attenzioni, ma sottoposto a tutta una serie di vessazioni, inutili quanto crudeli, era stato esasperato al punto di decidersi a scatenare la rivolta della sua gente.
L'insurrezione degli Inca aveva permesso a Gonzalo di ritrovarsi nel suo elemento naturale e il giovane cavaliere si era distinto, ancora una volta, per la sua maestria e per il coraggio in battaglia. Suo fratello Juan era caduto nel mezzo della lotta, ma Gonzalo aveva continuato, impavido, a difendere la città assediata.

## Prime guerre civili
Il suo coraggio, però, nulla aveva potuto contro l'attacco di Diego de Almagro che, tornato da Cile, aveva investito il Cuzco con le sue truppe. Gonzalo era stato catturato assieme al fratello superstite, Hernando, ma era riuscito a fuggire ed aveva raggiunto, a Lima, l'altro fratello Francisco.
Nella successiva guerra tra Hernando Pizarro e Diego de Almagro, Gonzalo si trovò ovviamente a fianco del fratello, ma non restò personalmente compromesso nella successiva uccisione di Almagro, che sarebbe costata lunghi anni di prigionia ad Hernando, ritenuto, a ragione, il responsabile della scandalosa esecuzione.
Mentre Hernando si apprestava a tornare, suo malgrado, in Spagna per affrontare la giustizia imperiale, Gonzalo si distinse ancora per un'impresa ragguardevole. Su incarico del Governatore, suo fratello, diresse infatti una spedizione contro Manco, rifugiato a Vilcabamba e, per poco, non riuscì a catturare l'Inca insorto.

## Governo di Quito e spedizioni nella giungla
Rappacificata la colonia con la morte di Almagro, Francisco Pizarro si dette ad un'opera di normalizzazione dei territori a lui affidati. Tra i compiti che gli erano stati destinati, vi era quello di esplorare le terre ancora ignote, nella speranza che nascondessero ricchezze ancora maggiori di quelle degli Inca. A Gonzalo venne affidato il territorio di Quito con l'incarico di visitare i confini orientali di quel paese, cosa che egli si apprestò a fare con la massima lena.
Nel 1540 una vera e propria armata si apprestò a discendere la catena delle Ande, verso la foresta amazzonica, forte di trecentocinquanta uomini e di quattromila indigeni di supporto. La spedizione era magnificamente equipaggiata ed era dotata di innumerevoli viveri, di un proporzionato branco di suini e di circa mille cani. La foresta era, però, implacabile con il suo clima umido e soffocante e i viveri si deteriorarono in fretta, mentre il bestiame si rivelò insufficiente, anche perché la maggior parte si dileguò nel meandro degli alberi giganti. La strada era lenta e faticosa e la barriera di liane richiedeva uno sforzo immane, costringendo gli uomini ad aprirsi la strada con le asce, cosicché, in capo a pochi mesi, gli Spagnoli si trovarono costretti a cibarsi dei cani e dei cavalli, mentre gli indigeni perivano a centinaia.
La disperazione aguzzò l'ingegno e, poiché erano giunti sulle rive di un grande fiume, il Rio Napo, si decise di costruire una zattera per inviare un piccolo contingente a cercare cibo e notizie.
Con i ferri dei cavalli divorati si fecero dei chiodi e, in breve tempo, un galleggiante di strana fattura, si lanciò nella corrente, con una cinquantina di uomini a bordo, sotto il comando di Francisco de Orellana, un "hidalgo" di provata audacia. La storia di questo "brigantino" e della sua straordinaria navigazione, che attraversò tutto il continente sudamericano, merita una narrazione a parte, ma per la truppa rimasta sulle rive del Napo, la singolarità della sua avventura non sarebbe stata di grande sollievo, anche se fosse stata conosciuta. Dopo due mesi di attesa, visto che nessuna notizia giungeva dal grande fiume, fu giocoforza arrendersi all'evidenza. I loro compagni erano periti o impossibilitati a tornare e non restava che un'unica soluzione: tornare a Quito.
La via del ritorno si rivelò, ovviamente, un vero calvario e, a prezzo di un incredibile numero di vittime, i pochi superstiti riapparvero nel giugno del 1542 nell'altopiano di Quito. Gli Spagnoli erano solo un'ottantina, scarni, seminudi e tutti appiedati; gli indigeni invece non raggiungevano i duemila.

## Morte del marchese Pizarro
Quando Gonzalo rientrò a Quito apprese delle notizie sconcertanti. Suo fratello, il marchese Francisco Pizarro, Governatore del Perù, era stato ucciso il 26 giugno 1541. I responsabili del suo assassinio erano i "Cileni", così venivano chiamati i seguaci del defunto Almagro, che avevano vendicato il loro capo ucciso, a suo tempo, da Hernando.
Il Perù era retto da un nuovo governatore, Vaca de Castro, che stava preparando un esercito per fronteggiare quello dei ribelli che si era dato per capo: il figlio di Almagro, Diego de Almagro il giovane.
Malgrado le passate vicissitudini Gonzalo fece pervenire a Vaca de Castro un'offerta di aiuto, ma questi rifiutò. Stava, proprio allora, esplorando le ultime possibilità di risolvere pacificamente la questione e la presenza di un Pizarro non avrebbe di certo favorito le trattative. Gonzalo accusò il colpo, ma non poté fare altro che restare a Quito per seguire, da lì, lo sviluppo della vicenda. Il 16 settembre 1542, la battaglia di Chupas risolse la questione. Le truppe dei "Cileni" furono sconfitte e il loro giovane capo affrontò il patibolo nella grande piazza del Cuzco dove già suo padre aveva perso la vita.
Gonzalo, che si era recato a Lima, dove si lamentava apertamente dell'operato del governatore, ebbe ancora un affrontamento con Vaca de Castro. Convocato al Cuzco gli fu richiesta la ragione delle sue lamentele e, dopo le sue imbarazzate risposte, gli fu ingiunto di occuparsi dei territori che gli erano stati affidati, cosa che fece, seppur a malincuore.

## Contro il viceré Blasco Nuñez
Vaca de Castro aveva ricondotto la giovane colonia all'obbedienza, ma quando si trattò di governarla il suo operato diede luogo a delle critiche, prontamente recepite dalla madre patria.
L'attenzione sui possedimenti d'oltremare era quantomai viva in Spagna, ove era accesissimo il dibattito morale sulle condizioni degli indigeni, sollevato da Bartolomeo de Las Casas.
La conquista dei territori americani era stata lasciata a degli avventurieri, spesso rozzi e spregiudicati, che avevano procurato, gratuitamente, una vera fortuna alla Corona, ma, altrettanto gratuitamente, con i loro comportamenti inumani, avevano concorso a determinare un'immagine sinistra per la cattolicissima nazione iberica.
Le istanze dei suoi figli migliori erano state recepite dal monarca spagnolo che aveva decretato una serie di drastiche misure a salvaguardia dei suoi sfortunati sudditi indigeni del Nuovo Mondo. Queste disposizioni, dette Leggi nuove, prevedevano, che gli indios non potessero essere costretti al lavoro se non consenzienti e che, in ogni caso, dovessero essere retribuiti equamente per la loro opera. Per quel che riguardava il Perù, trasformato in vicereame, vi si contemplava una drastica riduzione dei "ripartimientos" e la revoca di ogni beneficio per quanti si fossero macchiati di delitti nella guerra civile che aveva opposto gli Almagro ai Pizarro, da qualsiasi parte avessero militato.
L'applicazione delle nuove norme era affidata al nuovo viceré, Blasco Núñez Vela, un funzionario rigido e determinato che era stato incaricato di rilevare Vaca de Castro, richiamato in patria.
Ancora prima dell'arrivo del nuovo viceré, la notizia delle nuove leggi aveva sconvolto i coloni spagnoli del Perù che vedevano tramontata, con queste disposizioni, l'egenomia faticosamente raggiunta nei territori strappati agli Inca. Gonzalo Pizarro era diventato il naturale punto di riferimento degli scontenti e non si era sottratto alle nuove responsabilità. Blasco Nuñez, appena arrivato in Perù, non aveva mostrato alcun'intenzione di applicare con moderazione gli ordini ricevuti e si era, anzi, subito scontrato con gli esponenti del potente tribunale di Lima. Si era arrivati a un punto di rottura. Vaca de Castro era stato arrestato e lo stesso Blasco Nuñez era stato costretto alla fuga dai giudici del tribunale, che, peraltro, erano stati, infine, esautorati, a loro volta, da Gonzalo che, forte dell'appoggio di tutti i coloni, aveva raccolto un esercito, grazie al quale, aveva potuto occupare Lima.
Il viceré avrebbe potuto riguadagnare la madre patria, ma la sua natura determinata lo spinse a resistere. Con l'appoggio dei sudditi fedeli alla Corona, organizzò un esercito e si preparò a fronteggiare Gonzalo. Questi da parte sua era, ormai, andato troppo oltre per potersi sottrarre allo scontro e la battaglia si rivelò inevitabile. Gonzalo poteva contare sull'aiuto di Francisco di Carbajal, un cavaliere ottantenne, feroce e determinato, per niente limitato dall'età avanzata, che era denominato il "demonio delle Ande". Il viceré aveva, invece l'appoggio di Sebastian de Benalcazar, l'antico conquistatore di Quito, ora governatore di Popayan. Lo scontro avvenne a Añaquito, nei pressi di Quito, il 18 gennaio 1546. Blasco Nuñez diresse personalmente le sue truppe e fece prodigi di valore, ma non poté evitare la sconfitta. Ferito al capo, fu finito dai suoi avversari e la sua testa, spiccata dal busto da uno schiavo negro, finì esposta su una picca nella città di Quito.
Gonzalo Pizarro era il nuovo signore del Perù e si apprestò a dirigere i suoi nuovi domini con il titolo di Governatore.

## Contro La Gasca
La notizia della rivolta, la più importante dall'epoca della guerra delle "comunidades", sconvolse la Spagna. La prima reazione del governo fu quella di preparare un'armata da inviare in Perù per ricondurre alla ragione gli insorti, ma una più attenta indagine del problema consigliò di assumere atteggiamenti più ponderati. In primo luogo si considerò che la distanza dalla madrepatria avrebbe reso difficile la condotta di operazioni militari. Alla luce di quanto avveniva anche in altre colonie dell'impero si riconobbe, infine, che le nuove misure, in favore degli indigeni, erano state assunte troppo repentinamente e senza quella progressività che la situazione avrebbe consigliato. Si decise, pertanto, di intervenire con fermezza, ma anche con cautela e si esaminarono i candidati per condurre a termine una missione così delicata.
La scelta cadde su Pedro de la Gasca, un ecclesiastico che aveva dato, più volte, prova delle sue qualità, anche al di fuori delle pratiche teologiche. In gioventù aveva tenuto una porta della città di Alcalà contro i comuneros e, già maturo, aveva confermato questo genere di attitudini, organizzando la difesa di Valencia contro il pirata moresco Ariadeno Barbarossa. Sempre a Valencia, era stato membro dell'Inquisizione e aveva mostrato tanta imparzialità e moderazione, nell'esercizio della delicata funzione, da essere nominato "visitador" con l'incarico di ispezionare le corti di giustizia e la situazione delle finanze del paese.
La Gasca, interpellato, accettò la nomina, prestigiosa quanto delicata, ma pose delle condizioni. Rinunciava ad ogni pompa, rifiutava ogni compenso, ma pretendeva i pieni poteri per non dover essere costretto a interrogare la madrepatria su ogni scelta da adottare, con le lungaggini che la distanza comportava. Carlo V approvò le sue richieste e, il 16 febbraio 1546, gli concesse i poteri assoluti che aveva richiesto. Con il titolo di Presidente del Regio Tribunale, La Gasca, il 26 maggio dello stesso anno, partì per il Nuovo Mondo deciso ad affrontare Gonzalo Pizarro e i suoi seguaci.
La Gasca giunse a Panama senza alcuna pompa e si presentò semplicemente ai maggiorenti della città, dove sostava, alle ancore, la flotta di Gonzalo. Quando era partito dalla Spagna, ancora non si sapeva della fine di Blasco Nuñez, ma questa notizia non parve impensierire il Presidente più di tanto. Lungi dall'aggredire o minacciare i suoi interlocutori egli fece sapere che, come era in suo potere di fare, intendeva promulgare un'amnistia completa per tutti coloro che si fossero riconciliati con la Corona e che avrebbe, immediatamente, sospeso l'applicazione delle "Nuove Leggi" che tanti guasti avevano causato. Le sue proposte suscitarono sconcerto tra i seguaci di Gonzalo che si erano aspettati un'azione violenta nei loro confronti. A poco a poco, tutti si avvidero che lo scopo della rivolta era stato raggiunto e che continuare a resistere con le armi non avrebbe avuto più scopo. Offerte dell'identico tenore vennero inviate a Lima a Gonzalo Pizarro, ma questi, inorgoglito dal successo e invaghito del potere acquisito, era restio ad accettarle. Carbajal per la verità lo spingeva a rinunciare alla lotta, ma Gonzalo, spinto da altri mestatori, decise di continuare per la propria strada.
La maggior parte dei suoi fedeli non era, però, dello stesso parere e, dapprima sommessamente, poi sempre più clamorosamente un numero sempre crescente di coloni abbandonava le sue file per raggiungere quelle del Presidente La Gasca. La stessa flotta di Gonzalo passò dalla parte della Corona e La Gasca fu in grado di imbarcarsi verso Lima. A Gonzalo non restò altro da fare che evacuare la città alla testa di un, pur sempre consistente esercito, con lo scopo dichiarato di raggiungere il Cile, fuori dalla giurisdizione dell'incaricato reale.
La strada per il Cile passava però per il Titicaca e lì lo aspettava un imponente esercito di "realisti", comandato da un fedele della corona, il capitano Centeno. Pizarro tentò di raggiungere un accordo, ma tutto fu inutile e il 26 ottobre 1547 le due truppe spagnole si scontrarono nella pianura di Huarina. La battaglia restò incerta per ore, ma l'audacia e la maestria di Carbajal fecero, infine, la differenza e la vittoria arrise a Gonzalo, seppur a caro prezzo. Il successo, sofferto e inaspettato, inorgoglì di nuovo Gonzalo che rinunciò ai suoi piani di fuga verso il Cile e ripiegò invece sul Cuzco incustodito che occupò, senza colpo ferire. La partita non era ancora conclusa.
La notizia della sconfitta di Centeno lasciò allibiti gli spagnoli schierati con La Gasca, ma non impressionò altrettanto il Presidente che osservò, tranquillamente che non era la prima volta che la Provvidenza elevava i reprobi prima di abbatterli.
Forte del suo buon diritto La Gasca riprese le sue manovre di ricerca di proseliti e, in breve tempo, riunì un esercito forte di più di duemila uomini. I più noti comandanti del Perù si trovarono uniti sotto le sue bandiere che potevano contare sull'apporto di Benalcazar, di Hinojosa e di Valdivia.
Quando la stagione lo permise le forze del Presidente marciarono verso il Cuzco alla ricerca della battaglia decisiva. La strada si snodava tra gole paurose e i ponti sui fiumi impetuosi erano stati abbattuti, per cui la marcia fu lunga e faticosa, ma la colonna si aprì comunque il cammino.
Al Cuzco, Carbajal avrebbe voluto abbandonare la città e dirigersi verso le montagne per condurvi un'azione di guerriglia, ma Gonzalo, sempre più fiducioso nella sua buona stella, si ostinò nel voler giocare tutto in una grande battaglia campale. Le schiere di La Gasca poterono così giungere indisturbate nei pressi della città, superando, senza troppi problemi, persino le impervie gole dell'Apurimac lasciate incautamente incustodite.
Nei pressi di Xaquixaguana, il villaggio in cui era stato bruciato Chalcochima, il prestigioso generale di Atahuallpa, i due eserciti si trovarono di fronte il 9 aprile 1548. Quello di Gonzalo era inferiore per numero, ma ancora sufficientemente poderoso da poter contendere la vittoria. Il morale delle opposte schiere era, però, completamente diverso. Gonzalo Pizarro aveva assistito negli ultimi giorni a numerose defezioni, tuttavia sperava che, al momento dello scontro i suoi uomini si sarebbero fatti onore. Imbronciato e disilluso, Carbajal si era rifiutato di comandare la sua truppa e il suo posto era stato assunto dall'infido Cepeda. Improvvisamente, quest'ultimo diresse il suo cavallo verso le truppe nemiche e fu presto chiaro che aveva l'intenzione di arrendersi. Il suo comportamento divenne un segnale e molti lo imitarono, compreso il famoso capitano Garcilaso de la Vega, il padre dell'omonimo illustre storico della civiltà Inca; in breve le truppe si sbandarono e la battaglia si trasformò in una resa. Allibito, Gonzalo non poté fare altro che assumere l'atteggiamento più dignitoso possibile e consegnare la propria spada ai cavalieri nemici. Carbajal invece tentò la fuga, ma, forse per la prima volta nella sua vita, cadde con il cavallo in una pozza di fango e venne catturato.
L'avventura della famiglia Pizarro nel Perù degli Inca era terminata qui.

## Morte di Gonzalo Pizarro
La Gasca si dimostrò magnanimo verso gli sconfitti, ma la sorte dei capi era segnata. Carbajal venne condannato ad essere squartato e Gonzalo Pizarro ad essere decapitato. Entrambi dimostrarono una grande dignità nell'ora del supplizio, seppure interpretando diversamente la loro parte. Carbajal fu sprezzante fino all'ultimo, Gonzalo invece affrontò il boia con compostezza e rassegnazione. Le loro teste, comunque, furono entrambe esposte su delle picche agli sguardi dei loro concittadini. Gonzalo Pizarro venne sepolto nel convento di Nostra Signora della Misericordia al Cuzco, dove, ironia della sorte, riposavano anche le spoglie mortali dei due Almagro, padre e figlio.
Gonzalo Pizarro aveva avuto tre figli da concubine indigene. I maschi Juan e Francisquito erano morti, ma la figlioletta Inés, di tredici anni, era ancora in vita. Nel 1556 sarebbe andata in sposa a Francisco Pizarro Yupanqui, suo cugino, figlio illegittimo del marchese Francisco Pizarro, ma il matrimonio non avrebbe prodotto discendenti.